# Piotr Pacosz
Piotr Pacosz (ur. 16 kwietnia 1915 w Jarocinie, zm. 28 stycznia 1963) – polski handlowiec, funkcjonariusz aparatu bezpieczeństwa i polityk ruchu ludowego, poseł na Sejm PRL I i III kadencji.

## Życiorys
Syn Walentego i Rozalii. Uzyskał wykształcenie średnie, z zawodu handlowiec. Należał do Związku Młodzieży Wiejskiej RP „Wici” i Stronnictwa Ludowego. Współorganizator strajku chłopskiego w 1937 w Przeworskiem. W trakcie II wojny światowej walczył w Armii Ludowej. W 1944 rozpoczął pracę w Powiatowym Urzędzie Bezpieczeństwa Publicznego w Nisku, w 1946 w stopniu chorążego. Wstąpił do Zjednoczonego Stronnictwa Ludowego, był prezesem wojewódzkiego komitetu ZSL w Rzeszowie. Pracował na stanowisku prezesa Wojewódzkiego Związku Rolniczych Spółdzielni Produkcyjnych w Rzeszowie.
W 1952 i 1961 uzyskiwał mandat posła na Sejm PRL w okręgu Rzeszów i Krosno. Pracował w Komisji Pracy i Zdrowia, a w trakcie III kadencji w Komisji Pracy i Spraw Socjalnych. Zmarł w trakcie kadencji.
Pochowany na cmentarzu Pobitno w Rzeszowie.

## Odznaczenia
- Krzyż Kawalerski Orderu Odrodzenia Polski
- Złoty Krzyż Zasługi (1954)[2]
- Srebrny Krzyż Zasługi (1952)[3]
- Medal 10-lecia Polski Ludowej (1954)[4]